# Orden Istiglal
Istiglal Order (en azerí: Istiqlal ordeni), es la orden suprema más alta de la República de Azerbaiyán, junto con la Orden Heydar Aliyev, presentado por la Presidencia de la República de Azerbaiyán. Istiglal significa Soberanía en azerí.

## Historia y estatus
La Orden de Istiglal fue una de varias medallas y órdenes, solicitada para ser revisada y creada por el presidente Abulfaz Elchibey el 10 de noviembre de 1992 por un Decreto Presidencial N.º. 370.
La orden fue creada por el Decreto n.º 754 del Presidente de Azerbaiyán, Heydar Aliyev; y, ratificada por la Asamblea Nacional de la República de Azerbaiyán, el 6 de diciembre de 1993. La Orden Istiglal es dada a Ciudadanos de Azerbaiyán por los siguientes servicios:
- Por excepcionales contribuciones al Movimiento Nacional independista de Azerbaiyán;
- Distinguidos servicios a la Madre Patria y su pueblo;
- Contribuciones especiales en la construcción de la estadidad del país.[2]

La Orden está clavada en el lado izquierdo del cofre. Si hay otras órdenes o medallas, deben seguir a la Orden Istiglal.

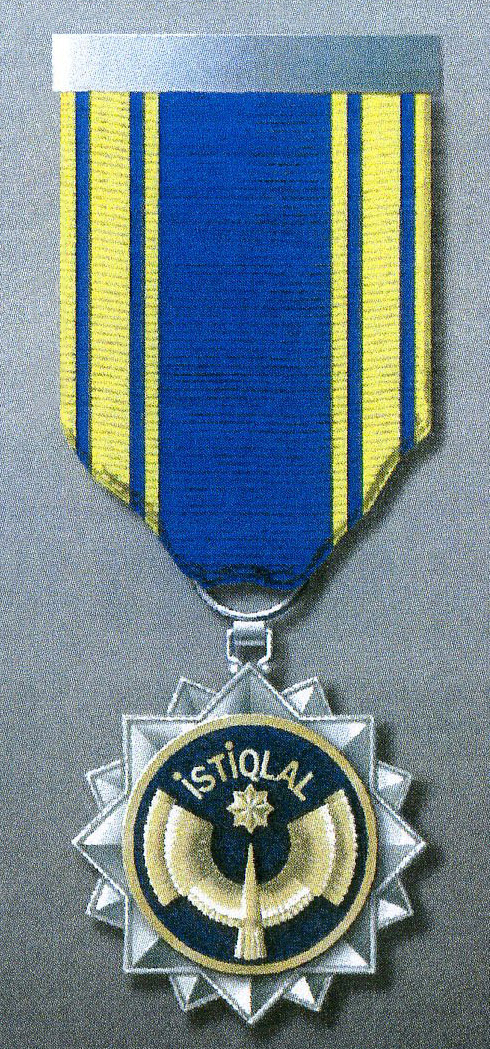
Istiglal Order

## Descripción
La orden de Istiglal está compuesta por dos capas de plata de ocho estrellas puntiagudas colocadas una sobre otra en proporción a ejes simétricos. El de arriba es de color azul y tiene una imagen de un pájaro con alas estiradas. Entre las alas, hay una estrella de ocho puntas con la palabra  İstiqlal (Soberanía) grabada en la parte superior. Todos los grabados de palabras de pájaro, estrella e "Istiglal" están en oro puro. El lado posterior de la orden está pulido y tiene un número de orden grabado.
La composición está unida a una cinta de seda regada de color azul con cinco bordes. La orden viene en tamaño de 27 mm por 47,5 mm; la barra de la cinta tiene 27 mm por 9 mm .

## Destinatarios
- Alibaba Mammadov, cantante de Mugam azerbaiyaní[4]

- Habil Aliyev, prominente jugador de kamanché azerbaiyaní[5]

- Khalil Rza Uluturk, poeta azerbaiyaní;

- Mammad Araz, poeta azerbaiyaní;

- Bakhtiyar Vahabzadeh, poeta azerbaiyaní;

- Mirvarid Dilbazi, poeta azerbaiyaní;

- Mikayil Abdullayev, pintor azerbaiyaní;

- Anar Rzayev, novelista y poeta azerbaiyaní;

- Lutfiyar Imanov, cantante de ópera azerbaiyaní;

- Jalal Aliyev, miembro de la Asamblea Nacional de la República de Azerbaiyán;

- Arif Malikov, compositor azerbaiyaní;

- Murtuz Alasgarov, ex portavoz de la Asamblea Nacional de la República de Azerbaiyán;

- Tahir Salahov, pintor azerbaiyaní;

- Ziya Bunyadov, prominente historiador azerbaiyaní;

- Leyla Badirbeyli, actriz azerbaiyaní;

- Süleyman Demirel, ex Presidente de Turquía;

- Leonid Kuchma, ex Presidente de Ucrania;

- Allahshukur Pashazadeh, Shayj al-islam y Gran muftí del Cáucaso;

- Amina Dilbazi, bailarín de folclore azerbaiyaní;

- Khoshbakht Yusifzadeh, prominente geólogo azerbaiyaní;

- Eduard Shevardnadze, ex Presidente de Georgia;

- İhsan Doğramacı, académico turco;

- Togrul Narimanbekov, pintor azerbaiyaní;

- Mstislav Rostropovich, chelista ruso;

- Muslim Magomáyev, barítono soviético y cantante de ópera y pop azerbaiyaní;

- Elchin Efendiyev, escritor azerbaiyaní, diputado vice primer ministro de Azerbaiyán;

- Ion Iliescu, Presidente de Rumania;

- Nabi Khazri, escritor azerbaiyaní;

- Polad Bülbüloğlu, cantante, actor y político azerbaiyaní;

- Artur Rasizade, Primer ministro de Azerbaiyán;

- Fahd de Arabia Saudita, rey de Arabia Saudita;

- Magsud Ibrahimbeyov, escritor azerbaiyaní, y miembro de la Asamblea Nacional de la República de Azerbaiyán;

- Vasif Adigozalov, compositor azerbaiyaní;

- Nikolai Baibakov, hombre de estado y economista ruso;

- Abbas Abbasov, ex vice primer ministro de Azerbaiyán;

- Zeynab Khanlarova, cantante de folclore azerbaiyaní

- Arif Babayev, cantante de Mugam azerbaiyaní;

- Ramiz Mehdiyev, profesor y Jefe de Administración Presidencial de la República de Azerbaiyán.